# Jamis-Sutter Home/2011
Deze pagina geeft een overzicht van de wielerploeg Jamis-Sutter Home in 2011.

## Renners
| Naam                      | Geboortedatum | Nationaliteit    | Ploeg 2010                    |
| ------------------------- | ------------- | ---------------- | ----------------------------- |
| Jose Fernando Antogna     | 21-12-1976    | Argentinië       | neoprof                       |
| Alejandro Alberto Borrajo | 24-04-1980    | Argentinië       | Jamis-Sutter Home             |
| Anibal Andres Borrajo     | 16-11-1982    | Argentinië       | Jamis-Sutter Home             |
| Tucker Brown              | 05-03-1985    | Verenigde Staten | Jamis-Sutter Home             |
| James Driscoll            | 11-11-1986    | Verenigde Staten | Jamis-Sutter Home             |
| Nick Frey                 | 09-03-1987    | Verenigde Staten | Jamis-Sutter Home             |
| Bradley Gehrig            | 20-09-1986    | Verenigde Staten | neoprof                       |
| Andy Guptill              | 17-03-1983    | Verenigde Staten | Jamis-Sutter Home             |
| Andres Ignacio Pereyra    | 20-01-1987    | Argentinië       | Jamis-Sutter Home             |
| Luis Amaran Romero        | 07-04-1979    | Cuba             | Jamis-Sutter Home             |
| Eric Schildge             | 29-04-1988    | Verenigde Staten | Mountain Khakis-Jittery Joe`s |
| Jackie Simes              | 05-11-1988    | Verenigde Staten | Jamis-Sutter Home             |
| Tyler Wren                | 04-03-1981    | Verenigde Staten | Jamis-Sutter Home             |

2003 · 2004 · 2005 · 2006 · 2007 · 2008 · 2009 · 2010 · 2011 · 2012